# Carol Leigh
Carol Leigh, ibland kallad "The Scarlet Harlot", född 11 januari 1951 i New York, död 16 november 2022 i San Francisco, Kalifornien, var en amerikansk aktivist för sexarbetare. Hon myntade själva begreppet sexarbetare på en konferens 1978.
Leigh arbetade först själv inom yrket. Under senare delen av sitt liv skrev hon, gjorde filmer och var värd för "Sex Worker Film and Arts Festival". Hon var även ordförande för sexarbetar-nätverket BAYSWAN, grundat 1990. Leigh bodde i San Francisco.